# Loango-Angola neerlandesa
Loango-Angola és el nom de les possessions de la Companyia Neerlandesa de les Índies Occidentals en l'actual Angola i la República del Congo. Principalment, el nom es refereix a la colònia que va estar ocupada a Portugal entre 1641 i 1648. Després de la reconquesta d'Angola pels portuguesos el 1648, el comerç holandès amb Loango-Angola va fer no es va aturar. A partir d'aproximadament 1670, la Companyia Neerlandesa de les Índies Occidentals va adquirir esclaus del regne de Loango de manera regular, i els comerciants lliures holandesos van continuar aquesta pràctica fins després de 1730.
A causa de la distància entre Luanda i Elmina, la capital de la Costa d'Or Neerlandesa, es va establir a Luanda una administració separada per "Àfrica del Sud" durant el període de l'ocupació holandesa.

## Antecedents
El Groot Desseyn de la Companyia Neerlandesa de les Índies Occidentals fou un pla estratègic elaborat el 1623 que va portar els holandesos a centrar les seves ambicions en la conquesta dels llocs avançats comercials portuguesos a Àsia, Àfrica i les plantacions de canya de sucre al Brasil. El pla consistia en apoderar-se São Salvador da Bahia, la capital brasilera, i després del principal fort portuguès a la costa d'Angola, São Paulo de Loanda per controlar tant les lucratives plantacions de sucre al Brasil com el tràfic d'esclaus atlàntic. En 1624 es va armar una flota dirigida per l'almirall Jacob Willekens i el vicealmirall Piet Hein.

## Història

### Primers intents (1624)
Com a part del pla Groot Desseyn, la Companyia Holandesa de les Índies Occidentals, fundada l'any 1621, va intentar capturar Luanda després de la captura de Salvador da Bahia, capital de Brasil. Sota el lideratge de Piet Hein, una flota holandesa va intentar capturar Luanda en 1624, però va fracassar, ja que Filips van Zuylen havia intentat capturar la ciutat uns mesos abans, i els portuguesos van reforçar les fortificacions.
Després que Piet Hein capturés la flota del tresor espanyola en 1628, la Companyia Holandesa de les Índies Occidentals va tornar a intentar posar en marxa novament el pla "Groot Desseyn". Amb nombrosos recursos per pagar les seves despeses militars, els holandesos van aconseguir amb èxit capturar Recife i Olinda, la regió central de les plantacions brasileres de canya de sucre, a principis de 1630.

### Captura de Luanda (1641)
En 1641, una flota holandesa sota el comandament de Cornelis Jol va capturar Luanda als portuguesos. Les forces holandeses es van fer amb Luanda i van signar un tractat amb la reina Nzinga del regne de Ndongo. Nzinga va atacar sense èxit als portuguesos a Massangano. Va reclutar nous combatents i es va preparar per tornar a entrar a la batalla contra els portuguesos, però Salvador Correia de Sá e Benevides va liderar les forces portugueses de Brasil per expulsar el control holandès i reafirmar-se a Angola. Les forces de Nzinga es van retirar a Matamba una altra vegada.
Els neerlandesos van governar Angola des del 26 d'agost de 1641 fins al 21/24 d'agost de 1648, ocupant les zones costaneres (sota un governador de la Companyia Neerlandesa de les Índies Occidentals d'Angola. Aquest atac va ser la culminació d'un pla proposat pel rei Pere II del Congo en 1622. Després que la flota holandesa de l'almirall Cornelis Jol capturés Luanda, els portuguesos es van retirar al riu Bengo, però després de la renovació de l'aliança Congo-Holandesa, Bengo va ser atacat i posteriorment les forces portugueses es van retirar a Massangano. Els holandesos no estaven interessats a conquistar Angola, malgrat que el rei del Congo García II i Njinga els havien pressionat per ajudar a expulsar els portuguesos de la colònia. Tanmateix, les autoritats holandeses es van adonar que no podien acaparar el comerç d'esclaus d'Angola només amb la presa de Luanda i alguns llocs propers, a més, els portuguesos van enviar diverses expedicions de socors a Massangano des del Brasil. Com a conseqüència, el 1647, es va acordar reforçar l'exèrcit de Njinga després de la seva derrota per part de les forces portugueses el 1646. A la batalla de Kombi, els exèrcits holandesos i njinga van aixafar a un exèrcit portuguès i després va assetjar Ambaca, Massangano i Muxima.